# مليندا ميركادو
مليندا ميركادو (بالإنجليزية: Melinda Mercado)‏ (19 مارس 1990 بسابولبا في الولايات المتحدة - ) هي لاعبة كرة قدم أمريكية في مركز الدفاع. شاركت مع منتخب الولايات المتحدة تحت 20 سنة للسيدات لكرة القدم. أما مع النوادي، فقد لعبت مع بوسطن بريكرز ووسترن نيويورك فلاش.

## وصلات خارجية
- مليندا ميركادو على موقع قاعدة بيانات كرة القدم.إي يو (الإنجليزية)
- مليندا ميركادو على موقع Soccerway.com (الإنجليزية)
- مليندا ميركادو على موقع عالم كرة القدم.نت (الإنجليزية)